# Snöhäger
Snöhäger (Egretta thula) är en amerikansk fågel i familjen hägrar inom ordningen pelikanfåglar.

## Utseende och läten
Snöhägern är mycket lik sin nära europeiska släkting silkeshäger i storlek (båda 55–65 centimeter i längd) samt med sin helvita dräkt och mörka tarser men gula tår. Snöhägern är dock nästan alltid gul på baksidan av den mörka tarsen, livligt gula fotsulor och tår (silkeshägerns fotsulor är gröna och tårna matt gula) samt klargul tygel utanför parningstid (silkeshägerns är blågrå eller gröngrå). Vidare har silkeshägern i häckningsdräkt yvigare och kortare nackplym samt något kortare ben och hals.
Lätet beskrivs som hest och raspigt, ljusare än ägretthägerns.

## Utbredning och systematik
Snöhäger delas in i två underarter med följande utbredning:
- Egretta thula thula – förekommer lokalt från USA till centrala Argentina och Västindien
- Egretta thula brewsteri – förekommer i västra USA, Baja California och kust av nordvästra Mexiko

Vissa behandlar arten som monotypisk.
Arten är en mycket sällsynt gäst i Europa, med ett fynd på Island 1983, ett från Storbritannien 2001-2002 samt ett 15-tal från Azorerna.

## Ekologi

### Föda
Snöhägrar äter huvudsakligen vattenlevande djur som kräftdjur, insekter, fisk, grodor och maskar. Den födosöker ofta genom att först röra runt med sina starkt gula fötter i vattnet. Den föredrar grunda bräckvattens- eller saltvattenmiljöer.

### Häckning
Fågeln häckar i kolonier i tät vegetation på isolerade platser, som bevuxna strandrevlar, träsk och våtmarker. De häckar gärna i blandade kolonier med andra hägerarter (ägretthäger, blåhäger, trefärgad häger eller kohäger), bronsibis eller rosenskedstork. Hanen börjar bygga ett bo i toppen på eller längst ut på en gren i ett träd eller buske innan han hittat en partner. När det är gjort tar honan över bobyggandet, men får byggnadsmaterial av hanen. Honan lägger två till sex blekt blågröna ägg som båda könen ruvar. När de avlöser varandra presenterar den som går på passet ofta en liten kvist, nästan som en stafettpinne. Äggen ruvas i 24–25 dagar och när de kläcks tar båda föräldrarna hand om ungarna.

## Status och hot
I slutet av 1800-talet var silkeshägerns huvudplymer mycket populära i modeindustrin. 1886 värderades de dubbelt så högt i vikt som guld. Silkeshägerns bestånd gick hårt åt, men återhämtade sig gradvis när reformer genomfördes i början av 1900-talet för att skydda arten.
Idag har arten ett stort utbredningsområde och en stor population, och tros öka i antal. Utifrån dessa kriterier kategoriserar internationella naturvårdsunionen IUCN arten som livskraftig (LC).

## Bilder

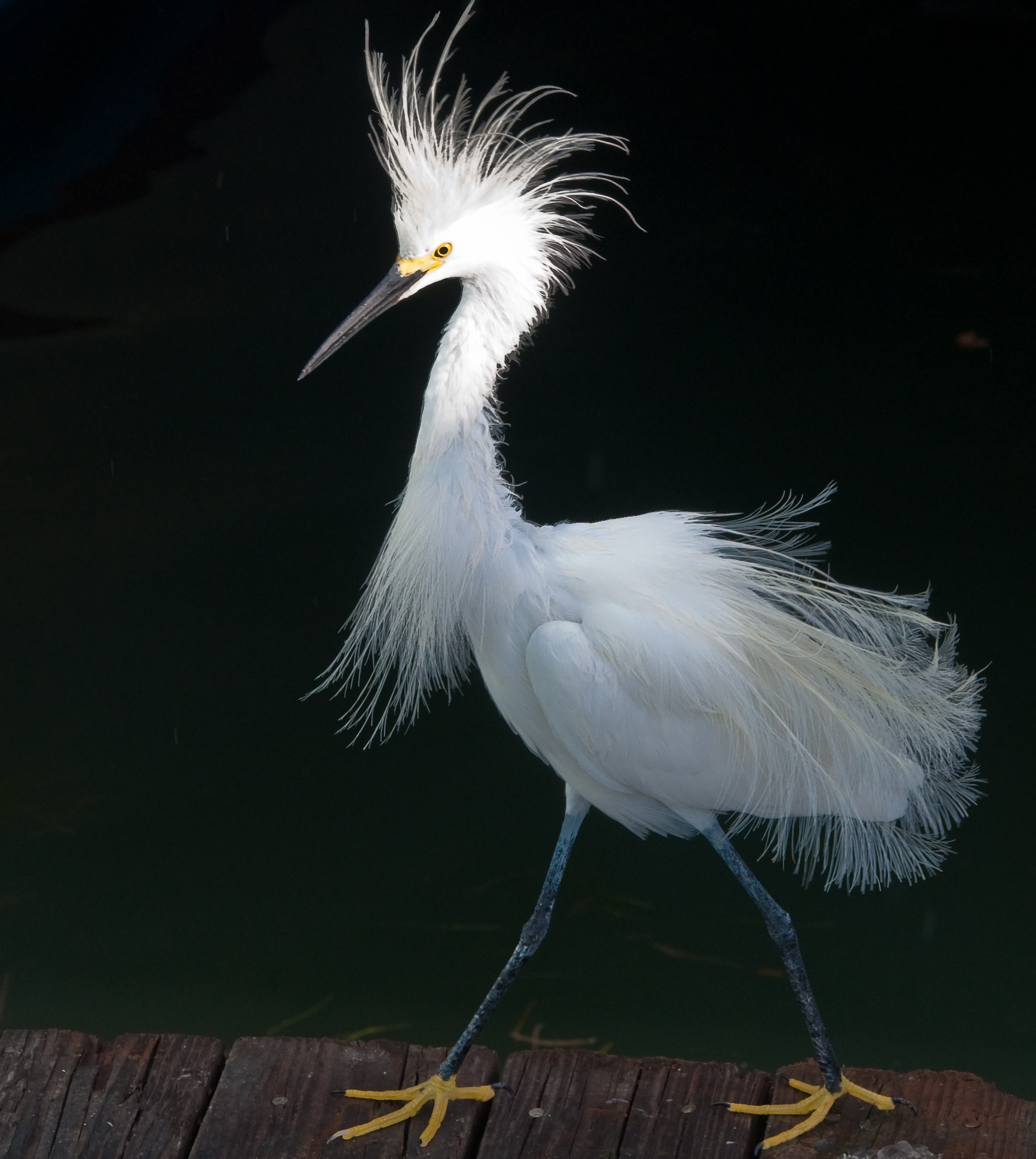
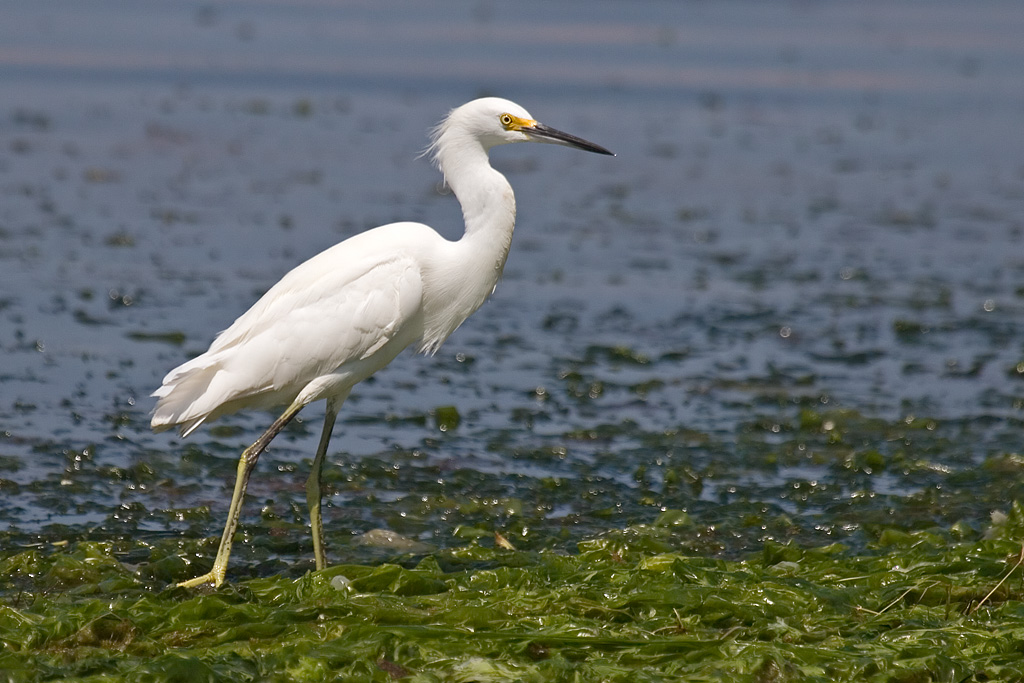
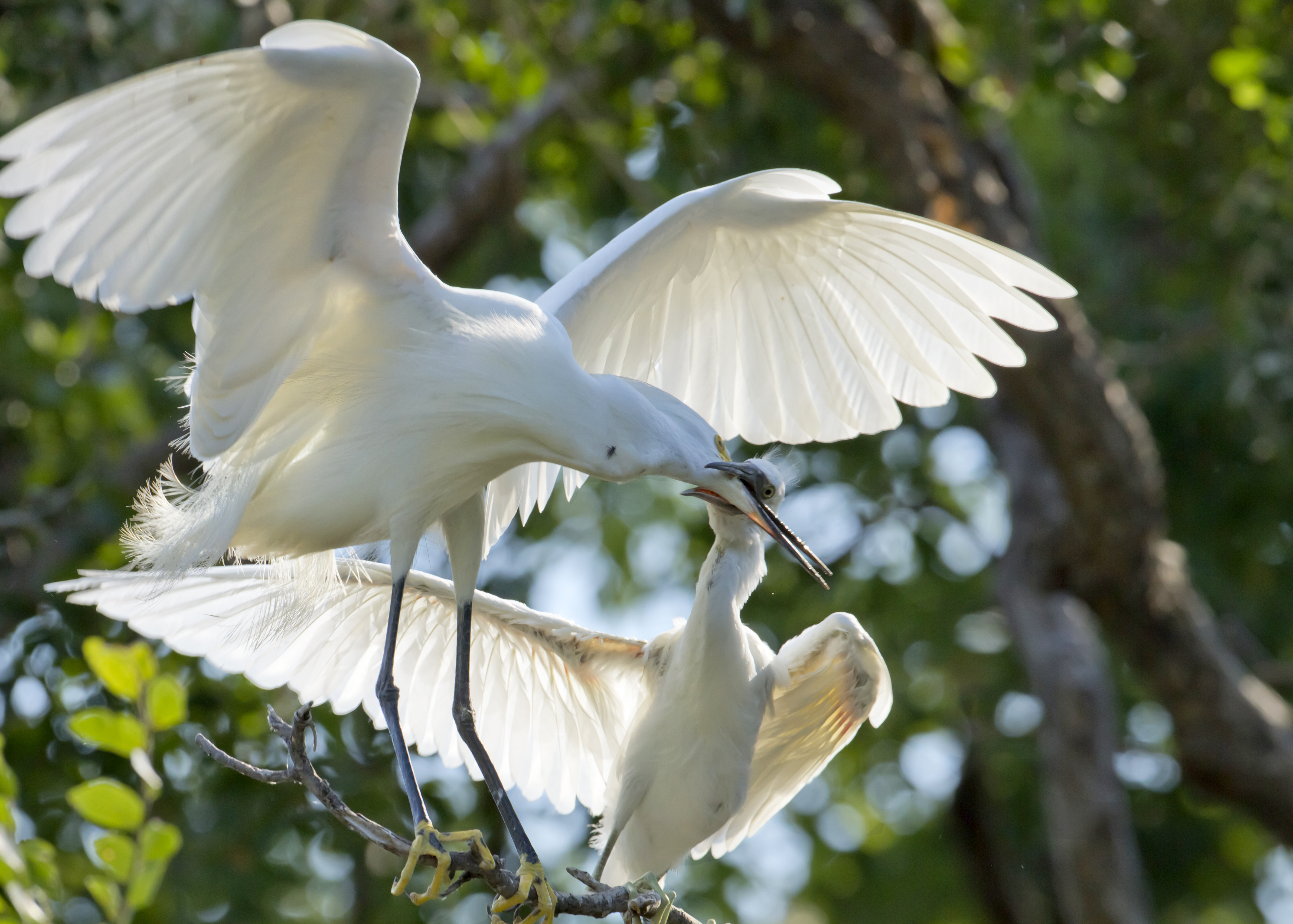